# المتحف الإمبراطوري للبرازيل

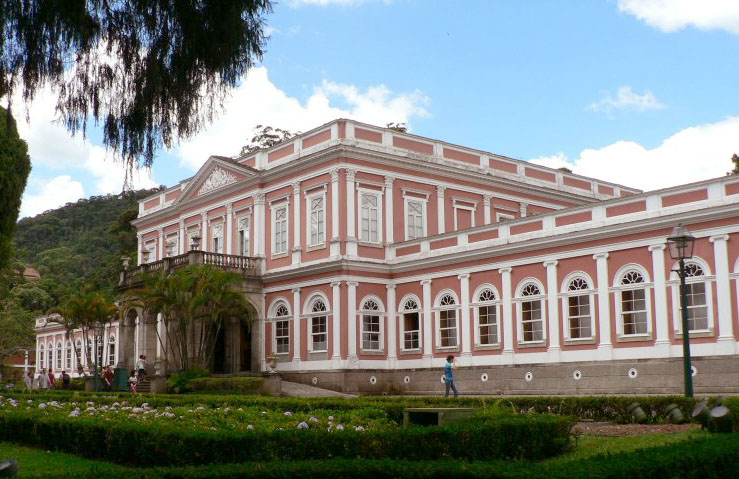

المتحف الإمبراطوري للبرازيل ( Museu Imperial de Petrópolis ) هو متحف يقع في المركز التاريخي لبيتروبوليس، ريو دي جانيرو في البرازيل.
يقع المتحف في القصر الصيفي الرسمي للإمبراطور دوم بيدرو الثاني (1831-1889).
تم بناء القصر عام 1845.

## وصلات خارجية
- Museu Imperial de Petrópolis